# Décès en 1083
Décès
- 1079
- 1080
- 1081
- 1082
- 1083
- 1084
- 1085
- 1086
- 1087

Cette page dresse une liste de personnalités mortes au cours de l'année 1083 :
- 11 janvier : Otton de Nordheim, duc de Bavière.
- 2 septembre : Munjong, 11e roi de Goryeo.
- 2 novembre : La reine Mathilde, épouse de Guillaume le Conquérant, duchesse de Normandie et reine consort d'Angleterre.
- 5 décembre : Sunjong, 12e roi de Goryeo.

- Adelelm de Jumièges (en), abbé d'Abingdon.
- Basile Apokapès[1], général byzantin.
- Ermengarde de Tonnerre, fille aînée de Renaud, comte de Tonnerre et l'héritière du comté de Tonnerre.
- Guy Ier de Campdavaine, comte de Saint-Pol.
- Ramiro Garcés (en), seigneur de Calahorra.
- Roger de Pitres, grand shérif de Gloucestershire (en).
- Theodora Anna Doukaina Selvo (en), fille de l'empereur Constantin X et épouse de Domenico Selvo, 31e doge de Venise.
- Touzi Yiqing (en), moine bouddhiste.
- Zeng Gong, érudit, historien de la dynastie Song en Chine et l'un des défenseurs du Mouvement de la nouvelle prose classique, considéré comme l'un des Huit Maîtres de la prose ancienne (guwen) des dynasties Tang et Song.

date incertaine (vers 1083)
- Francon de Liège, clerc et mathématicien.

## Crédit d'auteurs
- Cet article est partiellement ou en totalité issu de l'article intitulé « 1083 » (voir la liste des auteurs).